# Diosma hirsuta
Diosma hirsuta är en vinruteväxtart som beskrevs av Carl von Linné. Diosma hirsuta ingår i släktet Diosma och familjen vinruteväxter. Inga underarter finns listade i Catalogue of Life.